# Litvorová dolina
Litvorová dolina ( polsky Dolina Litworowa německy Litvorovytal maďarsky Litovorovi-katlan, Litovorovytó katlana, Litvorovy-völgy se nachází v závěru Bielovodské doliny ve Vysokých Tatrách. Tvoří jedno z horních údolí doliny. Je dlouhá přibližně 1 km. Nachází se mezi vedlejším hřebenem Velického štítu, krátkým úsekem hlavního hřebene Tater od Velického štítu po Litvorový štít a severozápadním vedlejším ramenem Litvorového štítu. Od svého jihovýchodního uzávěru směřuje na severozápad a splývá s dolní částí Kačací doliny, takže ji dříve pokládali za její součást. 

## Název
Pojmenování je odvozeno od Litvora - anděliky lékařské, která roste v kosodřevinovém pásmu a bývala hojně zastoupena u Litvorového plesa. 

## Přírodopis
V údolí leží Litvorové pleso. Z něj odtéká Litvorový potok, který spolu se Zeleným potokem tvoří Bielou vodu. 

## Turistika
po  modré turistické značce z Lysé Poľany vede podél pravého břehu Bielej vody lesní cesta (je i pro starší turisty pohodlná) na Bielovodskou Poľanu, kde v jejím středu stojí lesovna. V horní části doliny, pod Bielovodská vežou je Poľana pod Vysokou. Značená cesta vede Bielovodskou dolinou kolem Rozpadlín, Spismichalovej doliny, Litvorového žlabu, Rovienok, Svišťovej doliny, které jsou po levé straně turistického chodníku do Litvorovej doliny a do Zamrznutého kotla, kde se cesty rozdělují po  modré značce do Prielomu a na Zbojnickou chatu ve Velké Studené dolině a po  zelené značce přes Poľský hrebeň do Velické doliny a na Sliezsky dom. 
Z Lysé Poľany vede k horárni v Bielovodskej doline bezbariérový turistický chodník, vhodný pro lidi se sníženou pohyblivostí a imobilní. Má délku 4 km, jeho povrch je zhutněný štěrkový, proto se zejména vozíčkářům doporučuje doprovod. 